# Air Alpha Greenland
Air Alpha Greenland A/S byla letecká společnost provozující lety z grónského Ilulissatu. Šlo o dceřinou společnost dánské aerolinie Air Alpha. Založena byla roku 1994 a 28. července 2006 byla prodána Air Greenland.

## Historie
Společnost byla založena roku 1994 v Ilulissatu, po třech měsících zkušebních letů s vrtulníkem AS 350.
V roce 1997 vyhrála aerolinie výběrové řízení ohledně vládní smlouvy na poskytnutí letecké dopravy v obcích Ammassalik a Ittoqqortoormiit. Kontrakt do té doby vykonávala Grønlandsfly, která o něj přišla kvůli vyšším provozním nákladům jejích helikoptér. Smlouva, v jejímž rámci měla grónská vláda každý rok platit Air Alpha Greenland 7,5 milionů dánských korun, začala platit 1. dubna příštího roku a měla platnost tři roky. Právě vládní kontrakty byly podle provozního manažera Svenda Olsena pro společnost hlavním zdrojem příjmu.
V roce 2001 poskytla grónská vláda společnosti pětiletou smlouvu na provoz dvou helikoptér v oblasti zálivu Disko. Firma také podepsala kontrakt s Post Greenland, pro kterou měla pět let provozovat lety s letounem Cessna C208B Grand Caravan; v létě 2002 uvedla v rámci smlouvy do provozu další takový letoun. Do Tasiilaqu také kvůli rozrůstajícím se helikoptérovým operacím nasadila koordinátoru provozu.
Roku 2006 přišla aerolinie o všechny kontrakty, což ji připravilo o významný zdroj příjmů. 28. července 2006 byla nakonec prodána aerolinii Air Greenland (dříve Grønlandsfly). Air Greenland touto akvizicí získala čtyři vrtulníky Bell 222.

## Nehody
- V sobotu 14. září 1996 se poblíž ledovce Ilulissat zřítila helikoptéra AS 350 (registrace: OY-HEC). Na palubě se nacházely pouze dvě osoby - pilot a 29letý cestující z Německa, který natáčel záznam pro celovečerní film a během nehody zahynul. Pilot, 48letý Svend Olsen, byl zachráněn nedalekou lodí, která byla v souvislosti s filmováním pronajata, a plně se zotavil.[12][13]
- 22. února 1998 v 15:20 učinila helikoptéra AS 350 kvůli špatnému počasí ve fjordu Karrat Fjord (zhruba 20 kilometrů od Nuugaatsiaqu) nouzové přistání na mořském ledě. Ocasní nosník letounu byl vážně poškozen, ale pilot a jediný cestující na palubě neutržili žádná zranění. O dvacet minut později obě osoby zachránil vrtulník S-61 od Grønlandsfly, který letěl stejnou oblastí. Vrtulník Air Alpha Greenland byl 25. února vyzvednut jinou helikoptérou, která s ním doletěla do Uummannaqu.[14]